# Liste des ministres wallons du Budget
Voici la liste des ministres du Budget de la Région wallonne depuis la création de la fonction en 1982.

## Liste
| Titulaire | Titulaire           | Titulaire                            | Parti                   | Mandat                                                          | Gouvernement                                                                         | Portefeuille ministériel                                                                         |
| --------- | ------------------- | ------------------------------------ | ----------------------- | --------------------------------------------------------------- | ------------------------------------------------------------------------------------ | ------------------------------------------------------------------------------------------------ |
| 1         |                     | Philippe Busquin (1941-)             | PS                      | 27 janvier 1982 – 11 décembre 1985 (3 ans, 10 mois et 14 jours) | Damseaux                                                                             | Ministre du Budget et de l'Énergie                                                               |
| 1         | Dehousse II         | Philippe Busquin (1941-)             | PS                      | 27 janvier 1982 – 11 décembre 1985 (3 ans, 10 mois et 14 jours) |                                                                                      | Ministre du Budget et de l'Énergie                                                               |
| 2         |                     | Charles Aubecq (1926-2015)           | PRL                     | 11 décembre 1985 – 4 février 1988 (2 ans, 1 mois et 24 jours)   | Wathelet                                                                             | Ministre du Budget, des Finances et des Travaux subsidiés                                        |
| 3         |                     | Amand Dalem (1938-2018)              | PSC                     | 4 février 1988 – 8 janvier 1992 (3 ans, 11 mois et 4 jours)     | Coëme                                                                                | Ministre du Budget, des Finances et du Logement                                                  |
| 3         | Anselme             | Amand Dalem (1938-2018)              | PSC                     | 4 février 1988 – 8 janvier 1992 (3 ans, 11 mois et 4 jours)     |                                                                                      | Ministre du Budget, des Finances et du Logement                                                  |
| 4         |                     | Robert Collignon (1943-)             | PS                      | 8 janvier 1992 – 25 janvier 1994 (2 ans et 17 jours)            | Spitaels                                                                             | Ministre de l'Aménagement du territoire, du Logement et du Budget                                |
| 5         |                     | Bernard Anselme (1945-)              | PS                      | 25 janvier 1994 – 20 juin 1995 (1 an, 4 mois et 26 jours)       | Collignon I                                                                          | Ministre des Affaires intérieures, de la Fonction publique et du Budget                          |
| 6         |                     | Jean-Claude Van Cauwenberghe (1944-) | PS                      | 20 juin 1995 – 4 avril 2000 (4 ans, 9 mois et 15 jours)         | Collignon II                                                                         | Ministre du Budget, des Finances, de l'Emploi et de la Formation                                 |
| 6         | Di Rupo I           | Jean-Claude Van Cauwenberghe (1944-) | PS                      | 20 juin 1995 – 4 avril 2000 (4 ans, 9 mois et 15 jours)         | Vice-Président et Ministre du Budget, de l'Équipement et des Travaux publics         |                                                                                                  |
| 7         |                     | Michel Daerden (1949-2012)           | PS                      | 4 avril 2000 – 15 juillet 2009 (9 ans, 3 mois et 11 jours)      | Van Cauwenberghe I                                                                   | Vice-Président et Ministre du Budget, de l'Équipement et des Travaux publics                     |
| 7         | Van Cauwenberghe II | Michel Daerden (1949-2012)           | PS                      | 4 avril 2000 – 15 juillet 2009 (9 ans, 3 mois et 11 jours)      | Vice-Président et Ministre du Budget, des Finances, de l'Équipement et du Patrimoine |                                                                                                  |
| 7         | Di Rupo II          | Michel Daerden (1949-2012)           | PS                      | 4 avril 2000 – 15 juillet 2009 (9 ans, 3 mois et 11 jours)      | Vice-Président et Ministre du Budget, des Finances, de l'Équipement et du Patrimoine |                                                                                                  |
| 7         | Demotte I           | Michel Daerden (1949-2012)           | PS                      | 4 avril 2000 – 15 juillet 2009 (9 ans, 3 mois et 11 jours)      | Vice-Président et Ministre du Budget, des Finances et de l´Équipement                |                                                                                                  |
| 8         |                     | André Antoine (1960-)                | cdH                     | 15 juillet 2009 – 22 juillet 2014 (5 ans et 7 jours)            | Demotte II                                                                           | Vice-Président et Ministre du Budget, des Finances, de l'Emploi, de la Formation et des Sports   |
| 9         |                     | Christophe Lacroix (1966-)           | PS                      | 22 juillet 2014 – 28 juillet 2017 (3 ans et 6 jours)            | Magnette                                                                             | Ministre du Budget, de la Fonction publique, de la Simplification administrative et de l'Énergie |
| 10        |                     | Jean-Luc Crucke (1962-)              | MR                      | 28 juillet 2017 – 13 janvier 2022 (4 ans, 5 mois et 16 jours)   | Borsus                                                                               | Ministre du Budget, des Finances, de l'Énergie, du Climat et des Aéroports                       |
| 10        | Di Rupo III         | Jean-Luc Crucke (1962-)              | MR                      | 28 juillet 2017 – 13 janvier 2022 (4 ans, 5 mois et 16 jours)   | Ministre du Budget, des Finances, des Aéroports et des Infrastructures sportives     |                                                                                                  |
| 11        | Di Rupo III         |                                      | Adrien Dolimont (1988-) | MR                                                              | 13 janvier 2022 - (3 ans, 2 mois et 2 jours)                                         | Ministre du Budget, des Finances, des Aéroports et des Infrastructures sportives                 |